# Filosofie licentiat
Filosofie licentiat, förkortas FL eller fil.lic., var ursprungligen titeln för de studenter som avlagt licentiatexamen vid filosofisk fakultet, och är fortsatt titeln vid de fakulteter som går tillbaka på de ursprungliga filosofiska fakulteterna; humanistisk, naturvetenskaplig och samhällsvetenskaplig fakultet. Motsvarande doktorsexamen betecknas filosofie doktor.

## Etymologi
Titeln licentiat fanns ursprungligen i de tre högre fakulteterna vid Sveriges universitet. Enligt K.M:ts stadga angående filosofiska examina 1 november 1907 infördes filosofie licentiat ("fil.lic.") och skulle enligt stadgan avläggas efter filosofie kandidat- (eller filosofisk ämbets-) examen och berättigade efter disputation till doktorsvärdighet, vilket också var fallet i juridiska och medicinska fakulteterna. Filosofie licentiatexamen i denna form avskaffades år 1969, men de som innan dess påbörjat studier för denna examen kunde i viss utsträckning avlägga denna under ytterligare några år.
I högskolelagen 1977 saknades filosofie licentiatexamen, men återinfördes på 1980-talet som en forskarexamen för vilken nominellt två års arbete efter grundexamen erfordras. Till skillnad mot tidigare är denna examen i sin nya form inte obligatorisk för disputation för doktorsexamen.

## Finland
I Finland var licentiat intill 1951 titel för den som avlagt samtliga examina som krävdes för doktorsgraden samt disputerat, men ännu ej promoverats till doktor. Doktorsgraden kunde dock redan då vinnas utan deltagande i den högtidliga promotionen. Därefter krävdes intill examensreformen i slutet av 1970-talet licentiatexamen, en påbyggnadsexamen utöver grundexamen, för att få disputera, något som i dag endast gäller vid den medicinska fakulteten, där licentiatexamen är en grundexamen.